# Мустафа паша тюрбе
Мустафа паша тюрбе (на македонска литературна норма: Турбе на Мустафа-паша; на турски: Mustafa Paşa Türbe) е османска гробница, намираща се в град Скопие, Северна Македония.
Тюрбето е разположено в комплекса на Мустафа паша джамия, източно от храма. Изградено е в 925 година от Хиджра (= 1519 от Христа). В архитектурно отношение принадлежи към типа затворени тюрбета с купол върху тесен осмоъгълен барабан, който е кръгъл отвътре. Основата му е шестоъгълна и има отвори от всички страни. Саркофагът на Мустафа паша в тюрбето е декориран с растителни орнаменти в плитък релеф. Забележителен е екстериорът на тюрбето, облицован с бели мраморни плочи, като профилация има само около вратата и прозорците.